# フライト・レベル
フライト・レベル（英: Flight Level; FL）は、航空で用いられる飛行高度のひとつである。「FL290」などと"FL"に続けて100フィート単位の数値で表される。気圧高度計の規正に国際標準大気の気圧（1013.2hPa、29.92inHg）を使用するQNEセッティングで得られる値であって、高高度を飛行する航空機とその管制で共通して使用されるが、平均海面上の真高度を表すわけではない。フライト・レベルの具体的な適用範囲と適用ルールは各国で異なる取り決めがある。

## 背景
従来より航空機の高度測定装置には、高度の上昇とともに気圧が低下することを応用し、気圧を高度に換算する気圧高度計が使用されてきた。しかしながら、気圧は場所や時間を含む大気の環境変化に影響を受けやすいため、何らかの方法で気圧高度計を事前に調整しなければ、離れた地点から出発した複数の航空機が、それぞれの気圧高度計は異なる高さを示しているにもかかわらず、実際には同じ高さを飛行する可能性が生じてしまう。そこで、国際民間航空機関（ICAO）が定める国際標準大気に各機が搭載する気圧高度計の基準をあらかじめ合わせることで、この問題の解決が図られている。標準大気を基準として気圧高度計を規正することをQNEセッティングといい、このセッティングで得られる高度がフライト・レベル（FL）となる。
フライト・レベルは海面からの高さを表す真高度とは異なる。たとえば、「FL320」は必ずしも海抜32,000フィートであるとは限らない。しかしながら、共通の大気モデルにもとづくフライト・レベルを利用して、航空機間に十分な垂直間隔を定義することで空中での衝突が起こらない仕組みとなっている。

## 転移高度および転移レベル

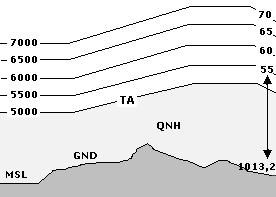
フライト・レベルと地形

### フライト・レベルと真高度
QNEセッティングによって得られるフライト・レベルは巡航中の航空機が他機との間隔を保つには十分な精度であるが、絶対高度を表しているわけではない。したがって、離着陸地に近い場合などの低い空域では、航空機同士または航空機の地表への衝突を避けるために真高度（空港が正しい標高を示す高度）を示すよう高度計をQNHセッティングとする必要がある。このとき使用する高度計規正値は航空交通管制（ATC）や現地のMETARから入手する。国によっては低高度で飛行場標高または着陸地点で高度計がゼロになるように合わせるQFEセッティングを採用しているところもある。

### 転移高度（TA）、転移レベル（TL）および転移層
航空機が上昇時に高度計をQNHセッティングからQNEセッティングに切り替える高度を転移高度 （transition altitude、TA）といい、下降時にQNEセッティングからQNHセッティングに切り替えるフライト・レベルを転移レベル （transition level、TL）という。TAとTLは各国で異なり、TAとTLの間の空域を意味する転移層 （transition layer）についても、最低限維持すべき幅（垂直間隔）が国ごとに定められている。

### 各国の適用範囲
日本では平均海面から14,000フィート未満でQNHを使用し、それ以外の場合はQNEを使用するよう定められており、アメリカとカナダでは18,000フィートを境としている。
欧州ではTAが国ごとに異なり、3,000フィートと低く設定されていたり、同一国内でも地域によってTAが変わったりする場合がある。さらに、複数の国で下降時のTLを可変としており、そのときのQNHによって各ATCが航空機に指示することとしている。欧州では域内のTAを統一するための検討が続けられている。
下表に国別の転移高度（TA）および転移レベル（TL）の例を示す。
| 国               | TA （フィート）                                                             | TL                                          |
| ---------------- | --------------------------------------------------------------------------- | ------------------------------------------- |
| 日本             | 14,000                                                                      | （QNH適用空域外ではQNE）                    |
| アメリカ         | 18,000                                                                      | （QNH適用空域外ではQNE）                    |
| カナダ           | 18,000                                                                      | （QNH適用空域外ではQNE）                    |
| ニュージーランド | 13,000                                                                      | FL150                                       |
| イギリス         | 通常3,000 5,000 （リバプールやマンチェスター等付近） 6,000 （ロンドン付近） | QNHによって可変 （そのため各ATCが指示する） |
| オランダ         | 3,000                                                                       | QNHによって可変                             |
| デンマーク       | 3,000 または 5,000 （コペンハーゲン付近）                                   | QNHによって可変                             |
| ドイツ           | 5,000                                                                       | QNHによって可変                             |
| ベルギー         | 4,500                                                                       | QNHによって可変                             |
| 東南アジアの多く | 11,000                                                                      | FL130                                       |
| 香港             | 9,000                                                                       | FL110                                       |
| 中国             | 主に3,000m                                                                  | FL3,600m                                    |

## 垂直間隔（管制間隔）
航空機の垂直間隔は、飛行方式が有視界飛行方式（VFR）か計器飛行方式（IFR）によって、また飛行方向別に各国ごとに定められている。
日本では飛行方向を東西に分けて、原則として以下のフライト・レベルでIFR機は飛行することとなっている（VFR機については下記に500フィートを加えた高度）。
- 磁方位 000 ～ 179° - 1,000フィートの奇数倍 （例：FL250、FL270など）
- 磁方位 180 ～ 359° - 1,000フィートの偶数倍 （例：FL260、FL280など）

このように磁方位を二分してフライト・レベルを航空機に指示する方式を英語ではsemicircular ruleなどと呼んでいる。国によっては東西よりも南北の交通量が多いため、それに合わせて二分する方位を変えている場合もある（例：ニュージーランド、イタリア、ポルトガルなど）。
また、英国など、一部の国では磁方位を四分割してフライト・レベルを割り当てている場合もある。たとえば、英国では3,000フィート以上FL195未満を飛行するIFR機はこの方式をとるものと定められている。この四分円による方式を英語ではquadrantal ruleなどという。
- 磁方位 000 ～ 089° - 1,000フィートの奇数倍 （FL70、FL90、FL110など）
- 磁方位 090 ～ 179° - 上記に500フィートを加えたFL （FL75、FL95、FL115など）
- 磁方位 180 ～ 269° - 1,000フィートの偶数倍 （FL80、FL100、FL120など）
- 磁方位 270 ～ 359° - 上記に500フィートを加えたFL （FL85、FL105、FL125など）

## 短縮垂直間隔 （RVSM）
従来、FL290以上の高度においては、2,000フィートの垂直間隔がとられていたが、空の交通容量拡大の要求に応えるため、FL290以上FL410以下でこの間隔を1,000フィートとする短縮垂直間隔 （reduced vertical separation minimum、RVSM）の導入が各国・地域で広がっている。航空機に搭載されている計測器や高度維持、管理に関する機器（アビオニクス）の性能向上が背景にある。RVSMの導入によりこの空域での航行可能高度は倍増した。
RVSMは英国では2001年に、続いて欧州で2002年1月20日に導入され、以後アメリカ・メキシコ・カナダ（2005年1月20日）、日本（2005年9月30日）、アフリカ（2008年9月25日）、中国（2007年11月25日）と導入地域が拡大している。
許可を受け、必要な計器、装置を搭載している航空機には、以下のRVSMによる垂直間隔が適用される。
- 磁方位 000 ～ 179° - 1,000フィートの奇数倍 （FL290、FL310、FL330など）
- 磁方位 180 ～ 359° - 1,000フィートの偶数倍 （FL300、FL320、FL340など）

必要な計器、装置を搭載していない航空機、または故障や不慮の事態等でRVSMの条件に従えない航空機はRVSM空域を航行することができない。
なお、FL410を超える高度では進行方向ごとに4,000フィートの間隔がとられる。
- 磁方位 000 ～ 179° - FL450、FL490、FL530など）
- 磁方位 180 ～ 359° - FL430、FL470、FL510など）

RVSMを行うには、航空機が必要な性能及び装置を有していることのほか、乗員、整備員、運航管理者が航行に必要な知識及び能力を有していること、実施要領が適切に定められていること、航行の安全を確保するために必要な措置が講じられていることなどについて運航者（つまり航空会社など）が国土交通大臣の許可を受けなければならない。航空法上、このような特別な許可が必要な航行は「特別な方式による航行」と呼ばれる。
「特別な方式による航行」はRVSMのほか、ILSカテゴリーII以上の航行、広域航法による飛行がある。

## メートル法に基づくフライト・レベル
中国、北朝鮮、モンゴル、ロシアおよびCIS各国では、航空管制において高度としてメートル法を採用しており、中国・北朝鮮・モンゴルではフライト・レベルもメートル単位で表される。
これらの空域に入域する航空機は、入域直前に若干の上昇・下降を行い、メートルでの飛行高度に調整する。

### 中国・北朝鮮
中国・北朝鮮では8900m以上12500m以下の空域でRVSMを採用している。
| 磁方位 000 ～ 179° - FL 0900 m （3,000 ft） - FL 1500 m （4,900 ft） - FL 2100 m （6,900 ft） - FL 2700 m （8,900 ft） - FL 3300 m （10,800 ft） - FL 3900 m （12,800 ft） - FL 4500 m （14,800 ft） - FL 5100 m （16,700 ft） - FL 5700 m （18,700 ft） - FL 6300 m （20,700 ft） - FL 6900 m （22,600 ft） - FL 7500 m （24,600 ft） - FL 8100 m （26,600 ft） - FL 8900 m （29,100 ft） - FL 9500 m （31,100 ft） - FL 10100 m （33,100 ft） - FL 10700 m （35,100 ft） - FL 11300 m （37,100 ft） - FL 11900 m （39,100 ft） - FL 12500 m （41,100 ft） | 磁方位 180 ～ 359° - FL 0600 m （2,000 ft） - FL 1200 m （3,900 ft） - FL 1800 m （5,900 ft） - FL 2400 m （7,900 ft） - FL 3000 m （9,800 ft） - FL 3600 m （11,800 ft） - FL 4200 m （13,800 ft） - FL 4800 m （15,700 ft） - FL 5400 m （17,700 ft） - FL 6000 m （19,700 ft） - FL 6600 m （21,700 ft） - FL 7200 m （23,600 ft） - FL 7800 m （25,600 ft） - FL 8400 m （27,600 ft） - FL 9200 m （30,100 ft） - FL 9800 m （32,100 ft） - FL 10400 m （34,100 ft） - FL 11000 m （36,100 ft） - FL 11600 m （38,100 ft） - FL 12200 m （40,100 ft） |

北朝鮮はさらに東行きFL300m （1,000ft）も設定している。

### ロシア・CIS
ロシア・CISでは2011年11月17日よりQNE適用区域ではフィートによるフライト・レベルが採用され、同時にRVSMもFL290～FL410において導入された。

しかしながらQFE/QNH適用区域では現在もメートルが使用されている。
以下はフィート採用前のメートル法によるフライト・レベル。
| 磁方位 000 ～ 179° - FL 0900 m （3,000 ft） - FL 1500 m （4,900 ft） - FL 2100 m （6,900 ft） - FL 2700 m （8,900 ft） - FL 3300 m （10,800 ft） - FL 3900 m （12,800 ft） - FL 4500 m （14,800 ft） - FL 5100 m （16,700 ft） - FL 5700 m （18,700 ft） - FL 6300 m （20,700 ft） - FL 6900 m （22,600 ft） - FL 7500 m （24,600 ft） - FL 8100 m （26,600 ft） - FL 9100 m （29,900 ft） - FL 10100 m （33,100 ft） - FL 11100 m （36,400 ft） - FL 12100 m （39,700 ft） - FL 14100 m （46,300 ft） | 磁方位 180 ～ 359° - FL 0600 m （2,000 ft） - FL 1200 m （3,900 ft） - FL 1800 m （5,900 ft） - FL 2400 m （7,900 ft） - FL 3000 m （9,800 ft） - FL 3600 m （11,800 ft） - FL 4200 m （13,800 ft） - FL 4800 m （15,700 ft） - FL 5400 m （17,700 ft） - FL 6000 m （19,700 ft） - FL 6600 m （21,700 ft） - FL 7200 m （23,600 ft） - FL 7800 m （25,600 ft） - FL 8600 m （28,200 ft） - FL 9600 m （31,500 ft） - FL 10600 m （34,800 ft） - FL 11600 m （38,100 ft） - FL 13100 m （43,000 ft） |

### モンゴル
モンゴルはロシア・CIS式のメートルによるフライト・レベルを使っていたが、ロシア・CISがフィートを採用したことに伴い、中国と同じ方式のメートルによるフライト・レベルを採用することになった。